# Astragalus leptophysus
Astragalus leptophysus là một loài thực vật có hoa trong họ Đậu. Loài này được Vved. miêu tả khoa học đầu tiên.